# Malleolaspis sculpta
Malleolaspis sculpta är en insektsart som beskrevs av Ferris 1941. Malleolaspis sculpta ingår i släktet Malleolaspis och familjen pansarsköldlöss.
Artens utbredningsområde är Panama. Inga underarter finns listade i Catalogue of Life.